# Dumitru Roșca
Dumitru Roșca (né le 29 janvier 1895 à Săliște et mort le 25 août 1980  à Cluj-Napoca) est un philosophe, traducteur, francophone et pédagogue roumain.

## Biographie
Dumitru Roșca qui suivit les cours de philosophie à Paris à la Sorbonne est surtout connu pour sa thèse de doctorat défendue à la Sorbonne en 1928 : L'influence de Hegel sur Taine, ouvrage dédié à Émile Bréhier.
Il est le traducteur en langue roumaine des œuvres de Georg Wilhelm Friedrich Hegel et a traduit en français, La Vie de Jésus de Hegel.
Il a publié en français l'ouvrage philosophique : Existence tragique : une tentative de synthèse philosophique et contribué par ses écrits à la théorie de l'existentialisme.
Il fut influencé par Hegel et par Søren Kierkegaard.
Dumitru Roșca était membre de l'Académie roumaine.

## Travaux
- L'influence de Hegel sur Taine, théoricien de la connaissance et de l'art, Paris, J. Gamber (1928).
- Istoria filosofiei (1964)
- Prelegeri de estetica (1966), traduction en roumain des Leçons sur l'esthétique de Hegel.
- Știința logicii (1966)
- Studii filosofice (1967)
- Însemnări despre Hegel (1967)
- Existența Tragica (1968)
- Prelegeri de filosofie une istoriei (1969)
- Studii și eseuri filosofice (1970)
- Oameni și du climat (1971)